# Макс Ејткен, први барон Бивербрук
Вилијам Максвел Ејткен, први барон Бивербрук, ПЦ, (25. маја 1879 — 9. јуна 1964), опште познат као Лорд Бивербрук, био је канадско-британски издавач новина и политичар иза кулиса који је био утицајна личност у британским медијима и политици првог половина 20. века. Његова база моћи биле су највеће новине на свету Дејли Екпрес, које су конзервативној радничкој класи доносиле интензивно патриотске вести. Током Другог светског рата играо је главну улогу у мобилизацији индустријских ресорса као министар за производњу авиона Винстона Черчила.
Млади Макс је имао дар за зарађивање и био је милионер до тридесете године. Његове пословне амбиције брзо су премашиле могућности у Канади и преселио се у Британију. Тамо се спријатељио са Бонаром Лавом и уз његову подршку изборио место у Доњем дому на општим изборима у Уједињеном Краљевству децембра 1910. године. Ускоро је уследило витештво. Током Првог светског рата водио је канцеларију Canadian Records у Лондону и играо улогу у смени Асквита са места премијера 1916. године. Изабрана коалициона влада (са Давидом Лојдом Џорџом као премијером и Бонар Лавом као канцеларом државне благајне) наградила га је, на кратко, функцијом у кабинету министра информација.
Послератни, сада Лорд Бивербрук концентрисан је на своје пословне интересе. Изградио је Дејли Експрес у најуспешније масовне тиражне новине на свету, са продајом од 2,25 милиона примерака дневно широм Британије. Користио га је за вођење личних кампања, посебно за протекционизам и за то да је Британско царство постало блок слободне трговине. Бивербрук је подржавао владу Стенлија Болдвина и Невила Чемберлена током 1930-их, а други дугогодишњи политички пријатељ, Винстона Черчила, којег је наговорио да од маја 1940. године буде његов министар ваздухопловне производње . Черчил и други су касније похвалили његове министарске доприносе. Дао је оставку због лошег здравља 1941. године, али је касније у рату именован за лорда тајног печата.
Бивербрук је провео свој каснији живот водећи своје новине, које су до тада укључивале Ивнинг Стандард и Сандеј Екпрес. Био је канцелар Универзитета у Њу Брунсвику и створио је репутацију историчара својим књигама о политичкој и војној историји.